# Betty Heine

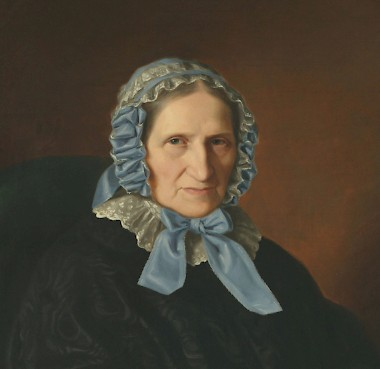
Betty Heine, porträtiert von Isidor Popper

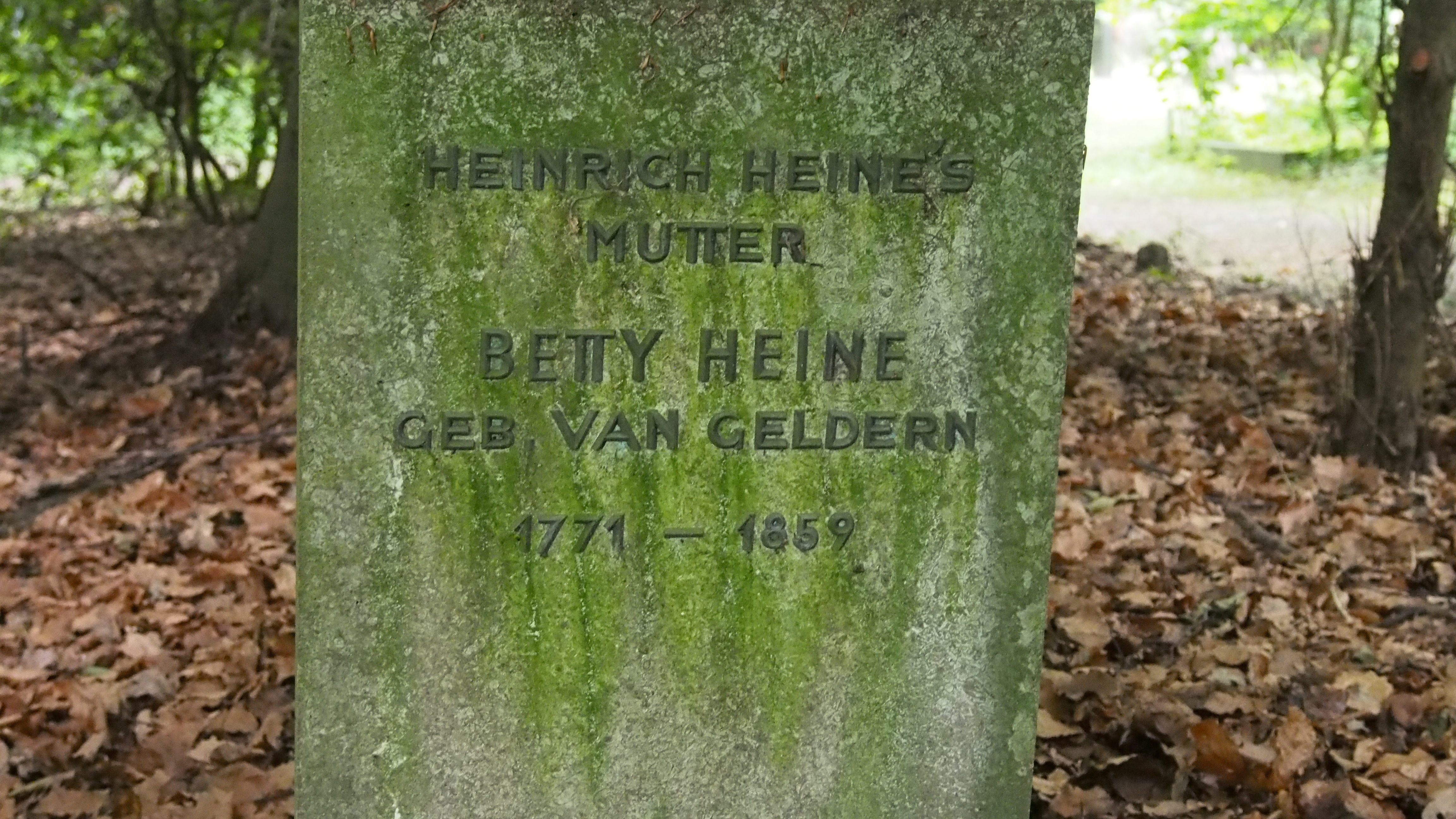
Der Grabstein Betty Heines auf dem Jüdischen Friedhof Ohlsdorf
(weitere Bilder)

Betty Heine (* 27. November 1771 in Düsseldorf; † 3. September 1859 in Hamburg) war die Mutter Heinrich Heines.

## Leben und Wirken
Betty Heine wurde als Peira van Geldern in Düsseldorf geboren. Ihre Eltern waren der praktische Arzt Gottschalk van Geldern aus Düsseldorf (1726–1795), „Obervorgänger“ der Judenschaft von Jülich, Kleve und Berg, und dessen Ehefrau Sara, geborene Bock, aus Siegburg. Ihre Vorfahren, darunter ihr Urgroßvater Joseph Jacob van Geldern als Bauherr der ersten Synagoge Düsseldorfs, waren bekannte Hoffaktoren und Ärzte. Sie erhielt eine Schulausbildung, die für Frauen der höheren Schichten als seinerzeit gewöhnlich angesehen werden kann. Van Geldern verfügte über Kenntnisse der lateinischen, französischen und englischen Sprache, die es ihr ermöglichten, Werke der Weltliteratur in Originalsprache zu studieren. Zu den von ihr bevorzugten Autoren und Werken gehörten Johann Wolfgang von Goethe und Emile oder über die Erziehung von Jean-Jacques Rousseau. Als junge Frau mit den Ideen der Aufklärung gut vertraut, beklagte sie „modische Empfindsamkeit“ und die Kleinstaaterei der Deutschen. Sie orientierte sich am „Wohlanstand“, den sie Konventionen und Etikette vorzog.
1797 heiratete van Geldern, die ihren Vornamen in „Betty“ ändern ließ, den zugezogenen Kaufmann Samson Heine. Das Ehepaar hatte die vier Kinder Heinrich (Geburtsname: Harry), Charlotte, Gustav und Maximilian. Da die jüdische Gemeinde in Düsseldorf Samson Heine nachdrücklich Heirat und Niederlassung verweigerte, nahm Betty Heine am Gemeindeleben fortan nicht mehr teil. Um ihren Kindern eine spätere Assimilierung zu vereinfachen, erzog sie sie aufklärerisch-liberal. Die drei jüngsten Kinder Charlotte, Gustav und Maximilian Heine folgten den Vorstellungen ihrer Mutter. Heinrich Heine dagegen wurde Dichter, was Betty Heine als „brotlose Kunst“ ansah.
1819 musste Samson Heine nach zunächst erfolgreichem Beginn der eigenen Geschäfte Konkurs anmelden. Betty und Samson Heine erhielten in dieser Zeit finanzielle Zuwendungen von Samson Heines Bruder Salomon Heine, der in Hamburg als sehr erfolgreicher Bankier agierte. Das Ehepaar zog von Bad Oldesloe über Lüneburg nach Hamburg. Dort starb Samson Heine 1828. Salomon Heine zahlte Betty Heine nach dem Tod ihres Gatten eine Rente in Höhe von 1000 Mark pro Jahr.
Ihren Sohn Heinrich Heine, der seit 1831 seinen Lebensmittelpunkt in Paris hatte, sah Betty Heine nach zwölf Jahren 1843 wieder. Ein Jahr später kehrte er mit seiner Ehefrau Mathilde nochmals nach Hamburg zurück. Da Mathilde Heine keinen Weg fand, sich in die Familie zu integrieren, verließ sie Hamburg vorzeitig.
Betty Heine starb im September 1859 in Hamburg und wurde 87 Jahre alt und überlebte ihren berühmt gewordenen Sohn Heinrich um dreieinhalb Jahre. Sie wurde auf dem Jüdischen Friedhof Ohlsdorf (Ilandkoppel) beigesetzt, Planquadrat ZX 12.

## Betty Heine und die Werke Heinrich Heines
Auch wenn Betty Heine das Schaffen ihres Sohnes als Dichter nicht guthieß, schrieb er nur wohlwollend über sie. In seinen Memoiren notierte er: „Ueber meine wirkliche Denkart hat sie sich nie eine Herrschaft angemaßt und war für mich immer die Schonung und Liebe selbst. [...] Sie war sparsam, aber nur in Bezug auf ihre eigne Person; für das Vergnügen Andrer konnte sie verschwenderisch seyn, und da sie das Geld nicht liebte sondern nur schätzte, schenkte sie mit leichter Hand und setzte mich oft durch ihre Wohlthätigkeit und Freigebigkeit in Erstaunen.“
Briefe, die Betty Heine und ihr Sohn einander schrieben, zeigen, dass beide eng emotional miteinander verbunden waren. Da Heinrich Heine einen Großteil der Briefe seiner Mutter vernichtete, sind nur wenige dieser Schriftstücke erhalten geblieben.
Auf das künstlerische Schaffen ihres Sohnes hatte Betty Heine nur geringen Einfluss. Heinrich Heine bat seine Mutter während seiner Zeit in Paris nur, kleine Geschäfte mit seinem in Hamburg ansässigen Verleger Julius Campe zu tätigen. Heine erwähnte seine Mutter in den Gedichten An meine Mutter B. Heine, geborene v. Geldern, den Nachtgedanken, in Deutschland. Ein Wintermärchen und mehreren anderen Werken. Dabei machte er Angaben zu biografischen Details des Lebens seiner Mutter, die er erfand oder aus stilistischen Gründen verfremdete. Sie sind daher keine belastbare Quelle für das Leben Betty Heines.